# Casta chalavadi

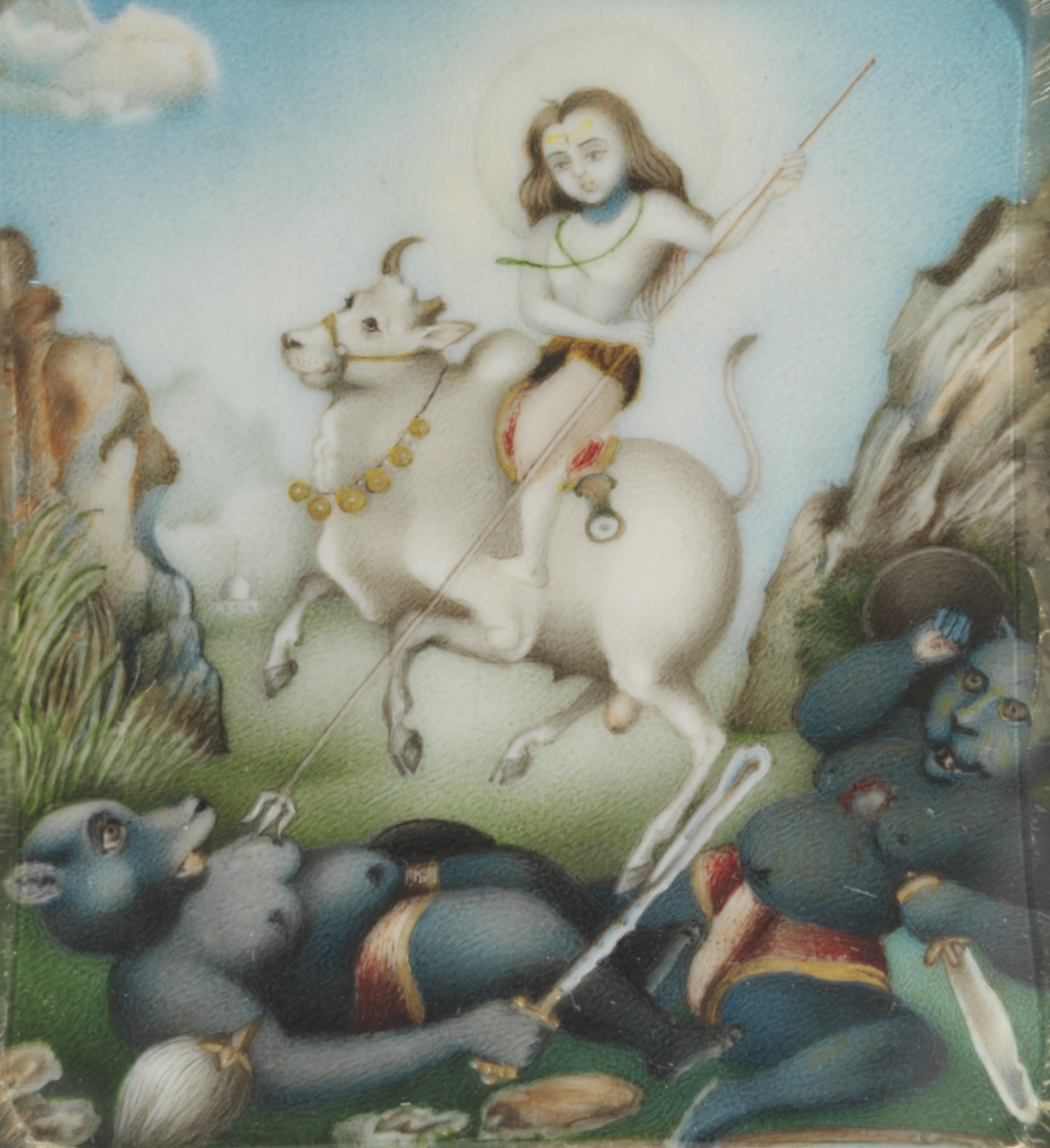
La imatge de shiva sobre el toro és molt característica de la iconografía Chalavādi.

Els Chalavādi (Chalawadi, Chalwadi, Chelvadi, Chelavadi) son una de les castes reconegudes de l'Índia, pertanyent principalment a Karnataka, que generalment s'anomenen Adi Dravida, Adi Karnataka (Balagai), Channaiah o Channayya (districtes de Bidar, Belgaum, Bijapur i Dharwar)), Toti, Byagara, Whalliaru o Whallias, Holia o Mha'rs (divisió de Belgaum).
Pertanyen als servents de la mà dreta o a la secció de divuit castes de la comunitat, així com els guardians dels seus símbols, que son la campana i el cullerot (Gandadabatlu). Aquests estan fets de llautó i estan units entre si per una cadena del mateix metall i, de vegades, es col·loquen abans del Sangameshwara gaddige i del Pūjā. Els seus membres fan servir, entre ells, el terme Balagai ja que es classifiquen entre les divuit castes que formen la secció de la mà dreta dreta de la comunitat als països dravidians.
Els chalavadi van ben vestits i amb una manta sota el braç. Porten una imatge de llautó de Shiva asseguda sobre un toro. La imatge queda eclipsada amb la caputxa d'una serp i es fixa a l'extrem superior d'una cullera de llautó. Una campana de llautó penja del mànec de la cullera fins al davant del genoll del chelvadi. De tant en tant, el chelvadi canta himnes en honor de Shiva i fa sonar la campana.

## Origen
Es diu que els chalvadis eren deixebles del savi Basava. Arribaren amb el maharaja de l'imperi Vijayanagar i es van establir a diferents districtes. Es consideren la casta de la mà dreta, a diferència de la mà esquerra que són els Madars o Madiga.
Els chalavadis eren treballadors agrícoles entre el segle XVII i el segle xviii i es van dividir en Kuliyalugalu (treballadors contractats) i Muladalugalu o Mulada Holeya (serfs hereditaris) segons la naturalesa de l'ocupació de la societat agrària.

## Subdivisions

### Karnataka
Les seccions importants d'holeyas eren els pombada (ballarins de Bhuta), els bakuda o mundala, els holeya o mari holeya, la koragar (cistellers) i nalke (Ballarins de Bhuta). però només els holeya o mari holeya es consideren chalavadis, no els altres.